# 台中市公車616路
台中市公車616路目前行駛自臺中港郵局到國立苑裡高中，由東南客運營運。主要行駛於清水區中華路、大甲區經國路，此路線大部分經過台1線。

## 歷史
- 2015年10月16日：由臺中快捷巴士公司營運通車，為跳蛙路線。[1][2][3][4]
- 2015年12月4日：增停「經國育英路口」，並調整梧棲農會端發車時刻。[5]
- 2016年7月1日：由東南客運接駛616路[6]。
- 2017年6月1日：由跳蛙停靠改為各站停靠，並調整大甲端發車時刻。[7]
- 2017年7月15日：增停「中華民治東路口」。[8]
- 2017年9月23日：增停「明典幼兒園」。[9]
- 2017年12月1日：增停「中山幼二路口」。[10]
- 2018年2月1日：增停「中華高美路口」、「文曲里（中山路）」（往梧棲方向停靠）。[11]
- 2019年1月14日：原「梧棲農會」端點，延駛至「臺中港郵局」，增停「梧棲（文化路）」、「頂寮里」及「臺中港郵局」。[12]
- 2019年4月1日：增停「體育館前」、「東大庄」、「臺灣大道民和路口」（往梧棲方向停靠）。[13]
- 2019年11月1日：增停「頂魚寮公園」、「八德四維中路口」。[14]

- 2020年11月9日: 原銅安厝端點延伸至國立苑裡高中。
- 2023年9月1日：增停「經國路1742巷口」站位(往國立苑裡高中方向停靠)。
- 2023年10月20日：「體育館前」更名為「中港高中（臺灣大道）」。

## 路線基本資料
單程行車里數約31.2公里，單程行車時間約1小時。往國立苑裡高中共65站，往臺中港郵局共66站。

### 時刻表
- 時刻表僅供參考，請以東南客運網站公告為準。
- 本時刻表更新時間為2025年3月6日。

| 台中市公車616路平/假日時刻列表 | 台中市公車616路平/假日時刻列表 | 台中市公車616路平/假日時刻列表 | 台中市公車616路平/假日時刻列表 |
| ------------------------------ | ------------------------------ | ------------------------------ | ------------------------------ |
| 臺中港郵局開時刻               | 臺中港郵局開備註               | 國立苑裡高中開時刻             | 國立苑裡高中開備註             |
| 06：00                         | -                              | 06：00                         | -                              |
| 06：30                         | -                              | 06：30                         | -                              |
| 07：30                         | -                              | 07：30                         | -                              |
| 08：30                         | -                              | 08：00                         | -                              |
| 09：30                         | -                              | 09：00                         | -                              |
| 10：30                         | -                              | 10：00                         | -                              |
| 11：30                         | -                              | 11：00                         | -                              |
| 12：00                         | -                              | 12：00                         | -                              |
| 13：30                         | -                              | 13：30                         | -                              |
| 14：30                         | -                              | 15：00                         | -                              |
| 15：30                         | -                              | 16：00                         | -                              |
| 16：30                         | -                              | 17：00                         | -                              |
| 17：30                         | -                              | 18：00                         | -                              |
| 18：30                         | -                              | 19：00                         | -                              |
| 19：30                         | -                              | 20：00                         | -                              |
| 20：30                         | -                              | 20：30                         | -                              |

### 收費
- 依里程計費；刷電子票證10公里免費。
- 里程計費說明：
  - 基本里程：8公里。
  - 基本里程票價全票20元、半票11元。
  - 超過基本里程（8公里）計費方式：
    - 全票=[2.431 x 搭乘里程數x （1+5%營業稅）] （四捨五入）
    - 半票=[2.431 x 搭乘里程數x （1+5%營業稅）] x 50% （四捨五入）

  - 兒童、老人、身心障礙者及其陪伴者依規定半票收費。

### 停站
- 參見右側路線圖。
- 路線圖更新時間為2025年3月6日。

## 圖片集

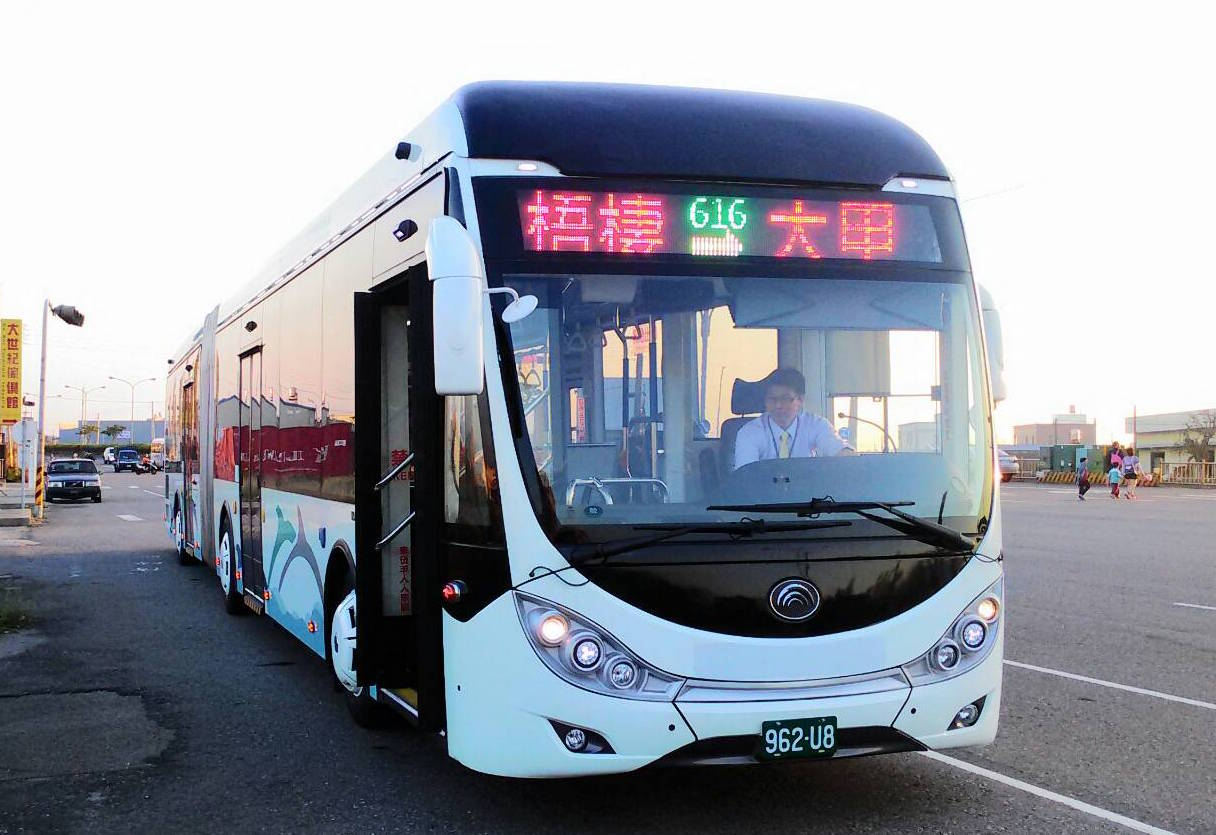
原臺中快捷巴士公司營運時期